# Stor-Järptjärnen, Jämtland
Stor-Järptjärnen är en sjö i Bräcke kommun i Jämtland och ingår i Ljungans huvudavrinningsområde.